# 永琪
永琪（转写：Yong Ki；1741年3月23日—1766年4月16日），愛新覺羅氏，字筠亭，號藤琴居士。乾隆帝第五子，生母為愉貴妃珂里葉特氏。

## 生平
乾隆六年二月初七日（1741年3月23日）丑時出生，為乾隆帝第五子，母親是愉貴妃珂里葉特氏。永琪自幼勤勉好學，每天還是眾皇子中最早到書房上課的。永琪多才多藝，不但精通滿蒙漢三語，亦熟谙天文、地理、曆法，尤其精于天文算法，所书八线法手卷，至为精密，有《蕉桐幐稿》传世。此算法传子綿億，再传孙奕繪，奕绘所著《本形篇》记其梗概。
根據清宫档案的记载，乾隆二十二年十月二十一日，五阿哥永琪娶福晋行成婚礼。在成婚礼举行之前，五阿哥在宮中给皇太后、帝后、妃嫔行礼。成婚礼当日，五阿哥前往岳父家迎娶福晋。礼成次日，五阿哥与福晋在宫中一同给皇太后、帝后和妃嫔行礼。 乾隆二十五年（1760年）四月二十七日，永琪自圓明園遷居紫禁城內的兆祥所。稍早前的四月十八日，掌儀司為四阿哥永珹、五阿哥永琪遷移吉期事上奏：「奴才三和、吉慶、四格謹奏，為奏聞事，奴才等遵旨，草房以及北祥所修理，四阿哥、五阿哥居住。」
乾隆二十八年五月初五日，圓明園九洲清晏殿失火時，永琪親背父親脫險。高宗十分欣慰，而在永琪患病時封其為榮親王，「榮」字滿語的滿文意思為「光榮」、「榮光」。值得一提的是世祖榮親王的「榮」字的滿文意思為「高貴的」、「崇高的」。高宗不會不知悉這個典故，這裏可以看出高宗給他選擇封號時的特殊寓意。
永琪身體似乎一直不好，高宗下過這樣的上諭：「五阿哥病症，醫治數月，尚未痊可。據現在醫生診視，稱系虛損所致。若從前起病時據實奏聞，即可早為防範調治。而五月間，張如璠、宋國瑞等並不將虛損緣由詳診具奏，實屬因循蒙混。張如璠、宋國瑞，著交內務府大臣治罪。」
乾隆三十一年二月初三日，乾隆帝到兆祥所看视五阿哥之病症，无意中问及：「现在患病，何能坐起剃头？」五阿哥說：「福园门外有一民人剃头甚好，着人唤进来剃的。」乾隆帝認為福园门是园庭禁地，不应令外人出入。因此，不喜总管及五阿哥身邊的谙答将民人领至阿哥住所，阿哥身邊一些侍候之人因而被交由宫内总管治罪。
乾隆三十一年三月初八日，患骨結核多月的永琪離世，諡號漢文和他皇父一樣為「純」，（转写：gulu，“純樸、純正”之意。而純皇帝滿文諡號為满语：，转写：yongkiyangga,"完備、俱全“之意。）此號也為其一生之表。在子以母贵的清朝，有一位地位不高的母亲，自己卻能封为亲王，且本要被立为储君，這能说明乾隆帝对永琪的鍾爱来自他本人，而不像皇二子永璉、皇七子永琮般受重視是因为二人母亲是孝賢皇后的缘故。从这点上来看，永琪确实是一位优秀的皇子，同时也是乾隆眼中及格的繼承人。
永琪表現出眾，本來是皇儲的不二之選，可惜他的一生只是匆匆廿五載。乾隆四十八年《欽定古今儲貳金鑑》：「其時朕視皇五子於諸子中更覺貴重，且漢文、滿洲、蒙古語、馬、步、射及算法等事，并皆嫻習，颇屬意於彼，而未明言，及復因病旋逝。」乾隆在永琪逝世後二十多年不避嫌談及當年立儲屬意永琪，足以表現對永琪的喜愛和懷念。
榮親王永琪及其後裔被編入右翼近支鑲红旗，族分為第一族。榮親王府位於宣武門内太平湖西側，據昭槤《嘯亭雜錄》記載「此園俱好，園林亦佳」，而榮王府更成為後來醇親王奕譞的府第。永琪死後，其被葬入乾隆皇長子定安親王永璜墓之處，即在北京城東北面的不老屯鎮楊各莊村二里，循郡王永璋亦同葬於此，那裡風水極佳。因該處所葬是乾隆的皇長子永璜和皇儲人選的永琪，故人們又稱墓園為「太子陵」。由於1958年興建密雲水庫的關係，「太子陵」建築群已被拆除，昔日墓園所在也長埋水庫之下。由於未被盜墓，開啟地宮後發現陪葬品甚豐，珍品現已移送到首都博物館展出。

## 家庭

### 妻妾
乾隆二十二年七月，五阿哥因出外去止退分例，有格格二人添黑炭三斤和煤十斤。乾隆三十一年六月十一日，《乾隆至嘉慶年添減底檔》記載已故榮純親王永琪位下尚有褔晉一人，以及官女子即格格三人。
- 嫡福晉西林覺羅氏（第六子生母），總督鄂弼之女即鄂爾泰之孫女。《皇朝文典》所錄入的祭文稱她「本毓勛門」，盛讚其出身高門，當時可能已有將其作為未來皇后的考量。乾隆二十二年四月指給五阿哥為嫡福晉，十月二十一日成婚。西林覺羅氏於其許配給旺沁巴穆巴爾的庶長女死後，與永琪之母愉妃海氏前去端則門照料着將被續指給旺親班巴爾的履郡王永珹之女縣主，最晚直至兩人於乾隆三十年正月成婚。乾隆五十九年十二月初六日亥時薨逝[2]。

- 側福晉索綽羅氏（第一、三、四、五子生母），左都御史觀保之女，內務府著名的科舉世家出身，乾隆帝瑞貴人之堂姐。原為妾侍，中國第一歷史檔案館有藏嘉慶五年四月十六日《为荣郡王绵億生母索绰罗氏著追封荣纯亲王侧福晋事》，因绵亿袭爵才被追封为侧福晋[3]。

- 如格格，某氏。乾隆三十一年三月初九日辰時，五阿哥使女薨逝，疑為殉葬，本日戌時入棺。同月十四日随在阿哥金棺被送至静安庄，安放在阿哥金棺西边稍后。如格格初擬按側福晉之例辦理後事，乾隆帝沒有附議，反按尋常使女之例辦理其後事，僅允許其棺内围缎并棺套、座罩、床桌套等项依照侧福晉之例[4]。

- 使女胡氏（第二子生母，一女为县君），胡存柱之女。

### 子女
子女後代方面，荣親王育有六子二女，前四子与第六子均早殇，仅有第五子绵亿能長大成人并袭爵，其生母为索绰罗氏。索绰罗氏为荣王生育长子、三子、四子、五子，二子为胡氏所出，六子为嫡福晋西林觉罗氏所出。
兒子
- 长子：夭折，未命名，乾隆二十四年六月十日生，卒于同月十三日，生母为侧福晋索绰罗氏。

- 次子：夭折，未命名，乾隆二十五年正月十六日生，卒于同日，生母为侍女胡氏。

- 三子：夭折，未命名，乾隆二十六年十二月十八日生，卒于乾隆二十八年七月十一日〔两岁过世〕，生母为侧福晋索绰罗氏。

- 四子：夭折，未命名，乾隆二十九年八月十五日生，卒于同年十月十一日，生母为侧福晋索绰罗氏。

- 五子：多罗荣恪郡王綿億，乾隆二十九年八月十五日生，卒于嘉慶二十年三月初五日〔享年五十二岁〕，生母为侧福晋索绰罗氏。於乾隆四十九年封貝勒，嘉慶四年晉榮郡王，嘉慶二十年三月初五日薨逝，諡曰：「恪」（根据以上的记载，第四子和第五子应是双胞胎）。

- 六子：夭折，未命名，乾隆三十年九月二十六日生，卒于同年十月十七日，生母为嫡福晋西林觉罗氏。

女兒
- 长女：乾隆二十七年五月二十四日未時，胡存柱之女使女胡氏所出，乾隆三十五年九月选，旺沁巴穆巴尔为额驸，乾隆四十四年十二月成婚。县君于乾隆四十五年十一月十四日未時卒。去世後，乾隆帝将选永珹之女续指给旺親班巴爾，并将这个小格格接进宫来，安置在端则门居住，还命永琪的嫡福晋西林觉罗氏、永琪之母愉妃前去照料。

- 第二女：乾隆二十九年正月初二日巳時，侍女胡氏所出，本年十二月二十三日未時卒。

### 後代
綿億長子奕繪，嘉慶二十年（1815年）襲貝勒，道光十八年（1838年）卒。嫡福晉赫舍里氏，副都統福勒洪阿之女。
奕繪長子載鈞，道光十八年（1838年）襲貝子，咸豐七年（1857年）卒。次子載釗，道光二十四年（1844年）封一等輔國將軍，光緒七年（1881年）去世，追封鎮國公。四子載初，咸豐七年（1857年）封輔國將軍。同治元年（1862年）因事革退。
載鈞嗣子溥楣，為載釗長子，過繼載鈞為嗣。咸豐七年（1857年）襲鎮國公。同治五年（1866年）因事革退。載釗三子溥芸（1850年-1902年），同治五年（1866年）襲鎮國公。光緒二十八年（1902年）去世。九子溥菖（1880年-？），光緒七年（1881年）襲奉國將軍。
溥芸次子毓敏（1878年-1912年），光緒二十八年（1902年）襲奉恩將軍。
愛新覺羅·烏拉熙春是永琪的八世孫。她的祖父恆煦是溥楣六子毓簡的長子，為毓敏的養子，是溥儀時期的鎮國公。父親是女真學、滿洲學、蒙古學專家金啓孮。

## 影視作品
- 電視劇

| 年份 | 劇名            | 演員                        | 劇中姓名      | 劇中稱謂               |
| 1998 | 還珠格格        | 蘇有朋                      | 愛新覺羅·永琪 | 五阿哥（永琪）         |
| 1999 | 還珠格格 第二部 | 蘇有朋                      | 愛新覺羅·永琪 | 五阿哥（永琪）         |
| 2003 | 還珠格格 第三部 | 古巨基                      | 愛新覺羅·永琪 | 五阿哥（永琪／榮親王） |
| 2011 | 新還珠格格      | 張睿                        | 愛新覺羅·永琪 | 五阿哥                 |
| 2018 | 延禧攻略        | 陳宥維                      | 愛新覺羅·永琪 | 五阿哥                 |
| 2018 | 如懿傳          | 邊程（少年） 屈楚蕭（成年） | 愛新覺羅·永琪 | 五阿哥                 |

## 延伸阅读
[在维基数据编辑]
 《清史稿·卷221》，出自趙爾巽《清史稿》
 在维基共享资源阅览影像